# Skylab
Skylab je bila prva vesoljska postaja Združenih držav Amerike, izstreljena in upravljana s strani NASE. 
Skylab je krožil v Zemljini orbiti od leta 1973 do 1979. Vključeval je delavnico, sončni observatorij in še vrsto drugih sistemov. Izstreljen je bil na prirejeni brezpilotni raketi Saturn V, ki je tehtala okoli 77 t. Tri misije s človeško posadko na Skylab so bile izvedene med letoma 1973 in 1974. 
Postaja je bila poškodovana ob izstrelitvi, ko se je ščit proti mikrometeoroidom ločil od modula z delavnico, se odtrgal in za sabo povlekel še eno od dveh glavnih sončnih celic ter pri tem poškodoval še drugo. Skylab je tako ostal brez glavnega vira napajanja in postal močno izpostavljen segrevanju. Prva ekipa astronavtov je uspela Skylab v večini popraviti z zamenjavo toplotnega ščita in popravljanjem druge (preostale) sončne celice.

## Misije
| Misija                | Našitek | Poveljnik               | Pilot                   | Znanstveni pilot        | Izstrelitev               | Pristanek                | Trajanje (dni) |
| --------------------- | ------- | ----------------------- | ----------------------- | ----------------------- | ------------------------- | ------------------------ | -------------- |
| Skylab 1 SL-1         |         | brezpilotna izstrelitev | brezpilotna izstrelitev | brezpilotna izstrelitev | 14. 5. 1975 17:30:00 UTC  | 11. 7. 1979 16:37:00 UTC | 2248.96        |
| Skylab 2 SL-2 (SLM-1) |         | Pete Conrad             | Paul Weitz              | Joseph Kerwin           | 25. 5. 1973 13:00:00 UTC  | 22. 6. 1973 13:49:48 UTC | 28.03          |
| Skylab 3 SL-3 (SLM-2) |         | Alan Bean               | Jack Lousma             | Owen Garriott           | 28. 7. 1973 11:10:50 UTC  | 25. 9. 1973 22:19:51 UTC | 59.46          |
| Skylab 4 SL-4 (SLM-3) |         | Gerald Carr             | William Pogue           | Edward Gibson           | 16. 11. 1973 14:01:23 UTC | 8. 2. 1974 15:16:53 UTC  | 84.04          |

## Cena
Skylab je med letoma 1966 in 1974 skupno stal 1,61 milijarde € (2,2 milijardi US$), kar bi bilo danes z inflacijo enako 7,3 milijarde € (10 milijard US$).  